# Наль, Анна Анатольевна
Анна Анатольевна Наль (28 сентября 1942, Омск — 11 сентября 2017, Москва) — русская поэтесса и переводчица с французского, новогреческого и ряда славянских языков.

## Биография
Родилась в семье эвакуированных актёров московского театра имени Вахтангова. Её отец — Анатолий Миронович Наль (настоящая фамилия — Раппопорт-Орочко; 1905—1970) — театральный актёр, режиссёр, поэт и переводчик.
Окончила филологический факультет МГУ.
Первые публикации относятся к 1970-м годам — и как поэта-переводчика (Теофиль Готье), и как оригинального поэта (в сборнике «День поэзии» — М., 1976). Печаталась в журналах «Новый мир», «Знамя», «Континент» и др. Автор книг стихотворений:
- Имя. — М., «Прометей», 1990 (предисловие Давида Самойлова).
- Весы. — М., «Сампо», 1995.

На несколько её стихотворений бард Наталья Приезжева написала песни.
Лауреат Царскосельской художественной премии 2007 года «за переводы с французского, болгарского и других языков».
Похоронена на Введенском кладбище (7 уч.).

## Семья
Муж — Александр Городницкий (р. 1933) — поэт, бард и учёный-геофизик. Городницкий посвятил Анне Наль несколько песен, в том числе «Чистые пруды» и «Собачья площадка» (обе — 1962), «Геркулесовы столбы» (1965).